# Berry Linux
Berry Linux este o distribuție de Linux bazată pe RPM.